# Onthophagus rubripennis
Onthophagus rubripennis là một loài bọ cánh cứng trong họ Bọ hung (Scarabaeidae).